# Question dramatique
 (juin 2025).
Si vous disposez d'ouvrages ou d'articles de référence ou si vous connaissez des sites web de qualité traitant du thème abordé ici, merci de compléter l'article en donnant les références utiles à sa vérifiabilité et en les liant à la section « Notes et références ».
La question dramatique est la question que se pose le spectateur d'un drame une fois que le protagoniste de celui-ci se fixe un objectif à atteindre et qu'il commence à tout mettre en œuvre pour y parvenir. Cette question est, peu ou prou, « parviendra-t-il à atteindre cet objectif, et comment ? » L'œuvre, pour être satisfaisante, doit apporter une réponse à cette question, la réponse dramatique, qui peut être positive ou négative – le protagoniste atteint ou n'atteint pas son but.